# Мурашко Микола Іванович
Мико́ла Іва́нович Мура́шко (8 (20) травня 1844 , Глухів, Малоросійське генерал-губернаторство  — 9 (22) вересня 1909 , Буча, Київський повіт, Російська імперія ) — український художник і педагог, статський радник. Дядько живописця Олександра Мурашка.

## Життєпис
Народився 8 (20) травня 1844 року в Глухові, у сім'ї різьбяра іконостасів.

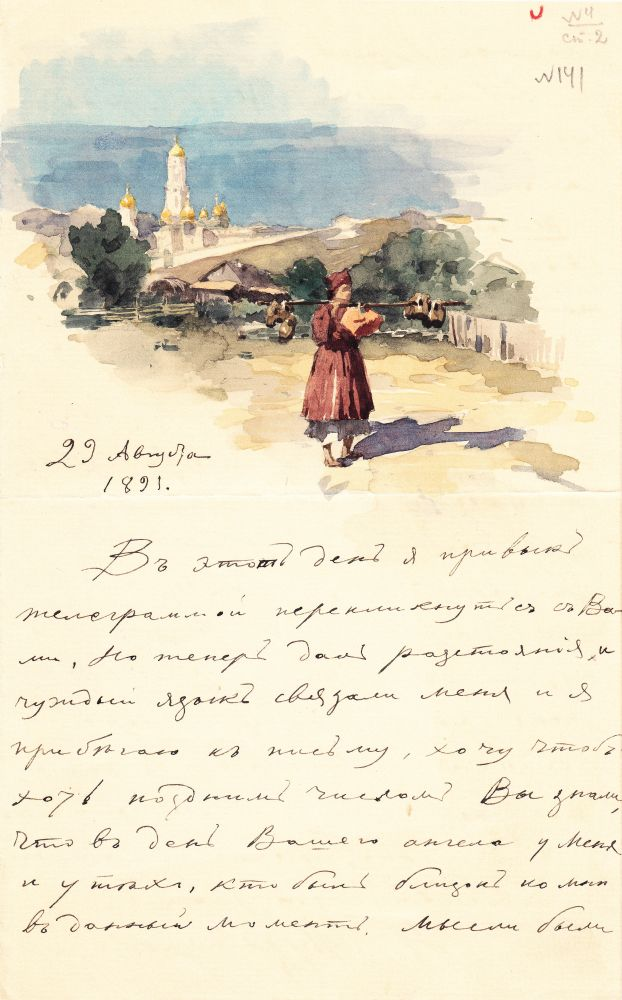
Лист Миколи Мурашка до Івана Терещенка від 29 серпня 1891

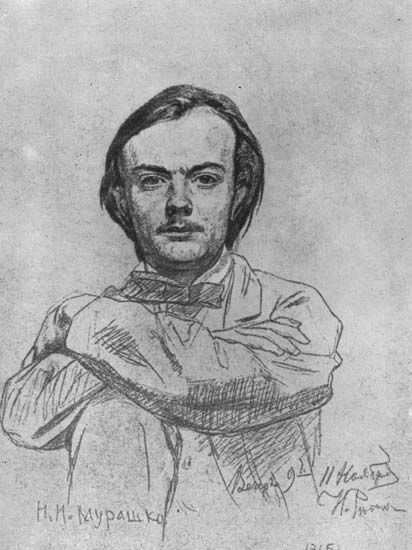
Портрет Миколи Мурашка. Худ. Ілля Рєпін. 1866

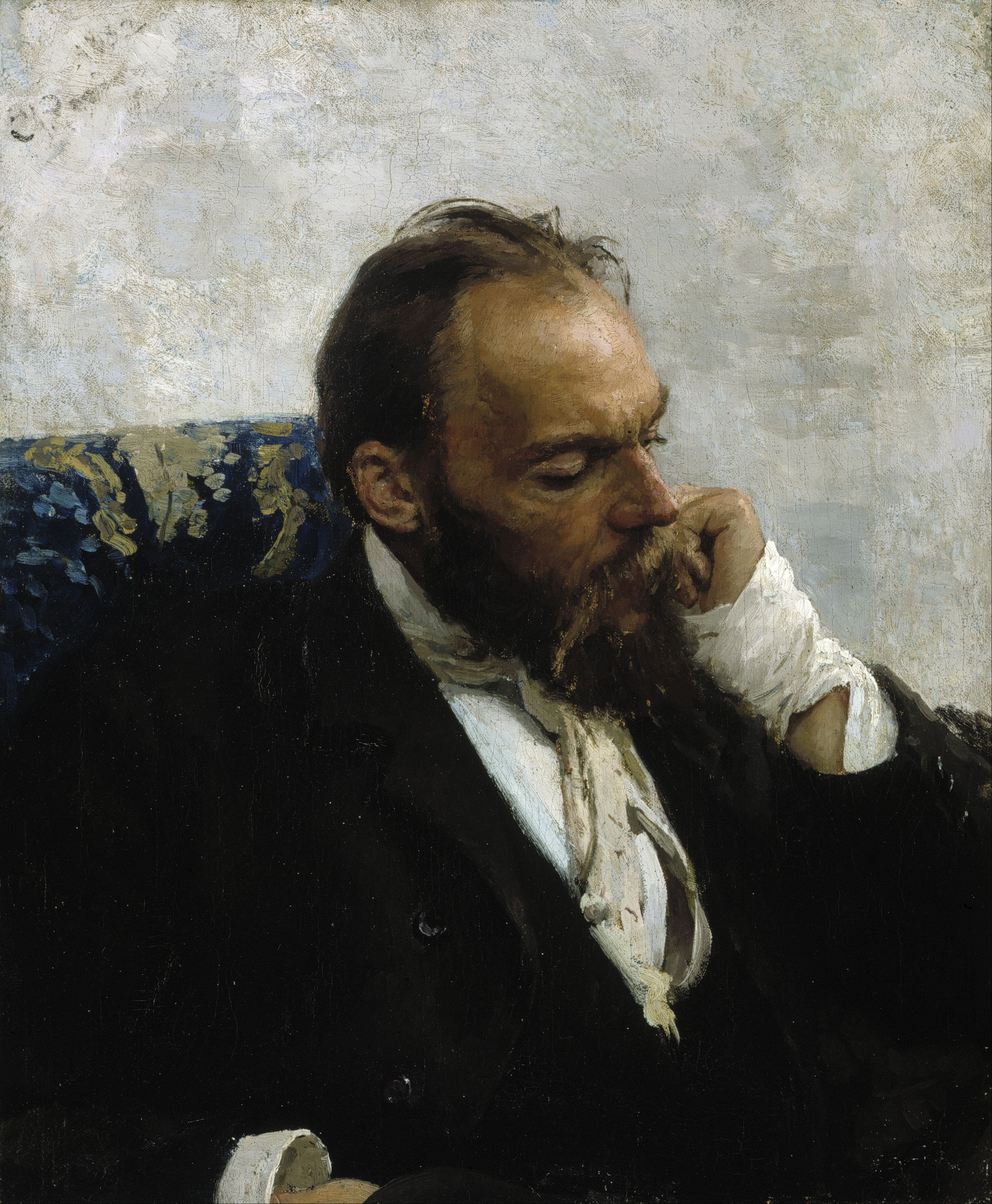
Портрет Миколи Мурашка. Худ. Ілля Рєпін. 1882

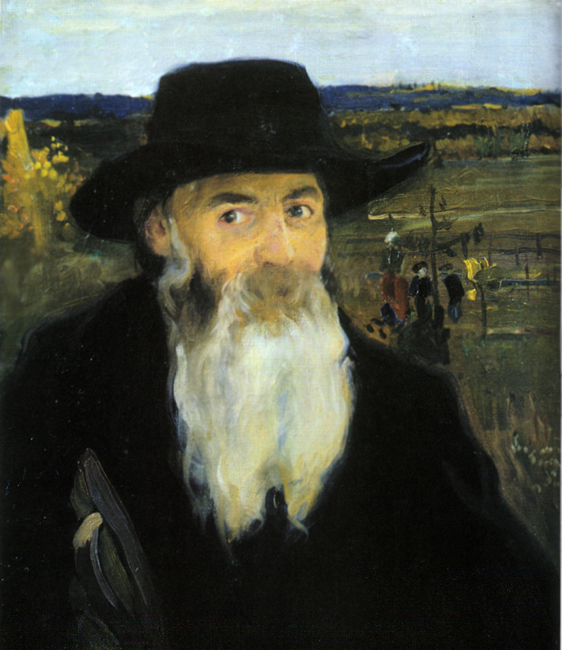
«Старий вчитель». Портрет Миколи Мурашка роботи Олександра Мурашка (1906)

Інтерес до малювання виявився у хлопця ще в дитинстві. Він збирав і копіював картинки з книг, робив самостійні малюнки.
У Києві — з 1858 року.
1863 року за порадою Івана Сошенка, який працював викладачем малювання у Першій Київській гімназії, їде до Петербурга, бажаючи вступити до Петербурзької академії мистецтв. У тому ж році Микола Мурашко починає відвідувати Академію як вільний слухач, учиться дуже успішно, завдяки чому здобуває серйозну й ґрунтовну професійну підготовку.
Найближчим товаришем у роки академічного навчання Мурашка стає Ілля Рєпін, який вплинув на формування естетичних поглядів Миколи Івановича.
У роки навчання молодий художник зарекомендував себе як неабиякий графік, про що свідчить створений ним у 1864–1867 роках літографічний портрет Тараса Шевченка. Висока техніка виконання твору — чіткий, реалістичний рисунок, впевнене ліплення форми, викінченість — допомогли митцеві створити натхненний образ Великого Кобзаря, дати глибоку психологічну характеристику поета. Портрет Тараса Шевченка не тільки творча удача Мурашка, а й один із найяскравіших і високохудожніх зображень великого поета в українському мистецтві.
Завершити повний курс навчання в Академії Мурашко не зміг — завадила хвороба. Він змушений був повернутися до України. Оселившись у містечку Вороніж, Чернігівської губернії, художник розпочинає свою педагогічну діяльність.
У жовтні 1867 року надіслав до Академії мистецтв свої малюнки з проханням надати йому звання вчителя малювання на підставі цих робіт. Рада Академії задовольнила таке прохання і від 1868 року М. Мурашко розпочинає викладацьку роботу в Київській прогімназії.
Навчався у художника-реставратора, викладав малювання в 1-й гімназії (1868–1870), реальному училищі (1873–1895), Колегії Павла Галагана (тепер у цьому приміщенні Музей літератури).
У 1873 році Микола Мурашко робить ілюстрції до першого перекладу українською казок Ганса Крістияна Андерсена. Переклад казок зробив Микола Старицький.  У 2025 році видавництво "Основи" вперше перевидало цей текст у виданні "”Сновійко” та інші казки".
1879 року за одну із своїх перших картин «Мотив з околиць Києва» М. Мурашко удостоєний Радою Академії художеств звання класного художника III ступеня.
Наприкінці 1870-х посилено займається пейзажним живописом, наполегливо і сумлінно вивчаючи природу. «Почуваю, — згадував сам художник, — що мила, любима мною природа не відпускає мене, не навчивши чого-небудь».
У 1880–1890-х створює низку пейзажів — «Річка Тетерів», «Коростишів» (1886), «Крим» (1892), «Берег Алупки» (1894), «Ай-Петрі», «Мечеть» (1897), «Млин», «У парку», «Вид Боярки» тощо, які експонує на київських і петербурзьких художніх виставках. Усі ці роботи високо оцінювалися тогочасною художньою критикою, а окремі були придбані для музею Академії художеств.
У цей же період написані кілька портретів, найкращий із яких — портрет М. М. Ге. Він написаний у традиціях російського реалістичного живопису, переконливо і реалістично, з великою психологічною виразністю відтворює образ художника. Чудово виліплене обличчя з живими виразними очима передає темперамент, енергійність характеру М. М. Ге, громадського діяча і блискучого промовця.
Особливо часто звертається до зображення величних Дніпровських просторів. Найбільш характерним і вдалим є пейзаж «Над Дніпром». На ньому зображено високий стрімкий берег, вкритий мальовничою зеленою рослинністю. Десь далеко внизу іскриться на сонці величний розлив могутньої ріки. Яскраві, соковиті фарби створюють радісну кольорову гаму, підкреслюють усю чарівність цього сонячного, справді поетичного пейзажу. Проте картина водночас вражає своєю реалістичністю, типовістю і ненадуманістю зображення. Твір написаний художником широко і вільно, з майстерним поєднанням у цілісній живописній гамі жовтувато-коричневого кольору ґрунту й стовбурів дерев, зелені трави й листя, синього кольору дніпровських вод, голубіні неба, пронизаного сонячним промінням.
М. Мурашко постає перед глядачем як художник, який чутливо сприймає життя природи, вміє живо й безпосередньо передати свої переживання й думки.
Однак пріоритетним напрямом його діяльності була викладацька. У 1875 році у себе вдома організував і очолив Рисувальну школу (існувала до 1901 року; містилася в 1875–1876 роках на вулиці Трьохсвятительській, у 1876–1880 роках — в одному з приміщень Міської думи, у 1880–1882 роках — на теперішній вулиці Івана Франка, у 1882–1891 роках — на вулиці Володимирській). Серед перших її учнів були дорослі та діти, аматори живопису і мистецтва, особи, які готувалися до іспиту з малювання.
Митець застосовував прогресивні методи підготовки учнів, в основі яких — вимоги малювання з натури, суворого дотримання принципу «від легкого — до складнішого», забезпечення індивідуального підходу до кожного учня, всебічної художньої освіти, органічного поєднання спеціальної та загальноосвітньої підготовки.
Допомогу в організації школи в різний період надавали професор П. В. Павлов, російський географ П. П. Семенов-Тянь-Шанський, Голова Російського Технічного Товариства П. А. Кочубей, місцеві колекціонери художніх творів П. Носов, В. Тарновський, І. Бостунов, І. Терещенко. Зусилля були підтримані відомими художниками І. Рєпіним, І. Крамським, Г. Мясоєдовим, В. Маковським, О. Корзухіним та ін.
Школа давала реальну можливість здобути художню освіту дітям бідняків. Багато талановитих художників — М. Пимоненко, Г. Дядченко, В. Андрєєв, С. Костенко та інші, завдяки Київській рисувальній школі М. Мурашка отримали можливість розвинути свій природний хист, здобути художню освіту і вийти на велику дорогу мистецтва.
У різний час викладачами школи були М. Врубель, І. Селезньов, проф. Г. Павлуцький, В. Фабріціус, С. Костенко, І. Костенко, О. Іроїцька-Гусєва та ін.
Школа проіснувала понад 25 років, до 22 травня 1901 року.
Пропонуючи нові методи викладання, видає в 1869 році посібник із малювання для дітей, що мав великий успіх і в 1875 році був перевиданий. За зразки для копіювання учням пропонувалися виконані самим М. Мурашком літографічні рисунки — орнаментів, будівель, пейзажів, жанрових сценок. Рисунки надавалися в порядку складності і відзначалися чіткістю форм і ліній, доступністю сюжетів.
Цікавився та вивчав досвід викладання у найкращих російських і закордонних школах. У 1885, 1891, 1894 роках подорожує до Кракова, Відня, Парижа, Болоньї, Флоренції та Риму, аби ознайомитися з діяльністю художніх шкіл та академій.
Вивчаючи роботу навчальних закладів, Микола Іванович схвалював роботу тих із них, центральне місце у яких посідала всебічна, тісно пов'язана з життям підготовка учнів. «Теорія, яка б не була вона добра, — наголошував Мурашко в листі до І. Терещенка, — втрачає своє життєве значення, якщо не походить із самого життя». Його приваблювали методи, що давали змогу скеровувати навчальний процес відповідно до природного розвитку учнів, особливо тих, які прагнули відобразити у своїх рисунках навколишнє життя. Завдання ж учителя М. І. Мурашко вбачав у допомозі учневі правдиво відобразити дійсність, заохочуванні до самостійної роботи, намаганні розвинути творчі здібності, спрямуванні на самостійне вивчення життя.
Особливу увагу приділяв необхідності систематичного, повсякденного, наполегливого навчання й боротьби за підвищення рівня художньої майстерності. «Адже ученню краю нема», — казав митець і закликав: «Будемо вчитися завжди! До мистецтва миттю втрачає інтерес той, хто перестає вдосконалюватися».
У системі виховання, наявній у Київській рисувальній школі, були відбиті досягнення тогочасних навчальних закладів, зокрема Академії художеств. М. І. Мурашко прагнув використати усе позитивне і цінне, що було створене академічною системою виховання, критично підходячи до застарілих, рутинних прийомів і методів.
Починаючи з 1880-х виступає зі статтями та рецензіями у місцевій та столичній пресі. Художник пропагував і роз'яснював суть творчості передвижників, наголошував у своїх статтях на яскравості і правдивості полотен найкращих представників мистецтва, на тому, що життя, відображене у цих творах, «усе ще повне сподівань, але ще більш пригноблене всілякою нуждою і лихом».
З його ініціативи, починаючи з 1877 року, в Києві почали щорічно організовуватися художні виставки, на яких були представлені твори російських, українських і зарубіжних художників-реалістів. У виставках експонували свої твори такі митці, як Сергій Світославський, Є. Вжещ, Володимир Орловський, Михайло Яровий, М Галимоеський, Киріак Костанді, Г. Ладиженський, Р. Судковський, Опанас Сластіон, І. Рєпін, В. Верещагін, В. Полєнов, І. Шишкін та ін.
Останні роки життя провів на власному хуторі поблизу Бучі, на той час, дачне селище поблизу Києва, цілком віддаючись творчій роботі. Особливо напружено працював художник над книгою мемуарів «Воспоминания Старого Учителя», які вийшли двома випусками ще за життя художника. У них повість про Київську рисувальну школу доведено до 1884 року.

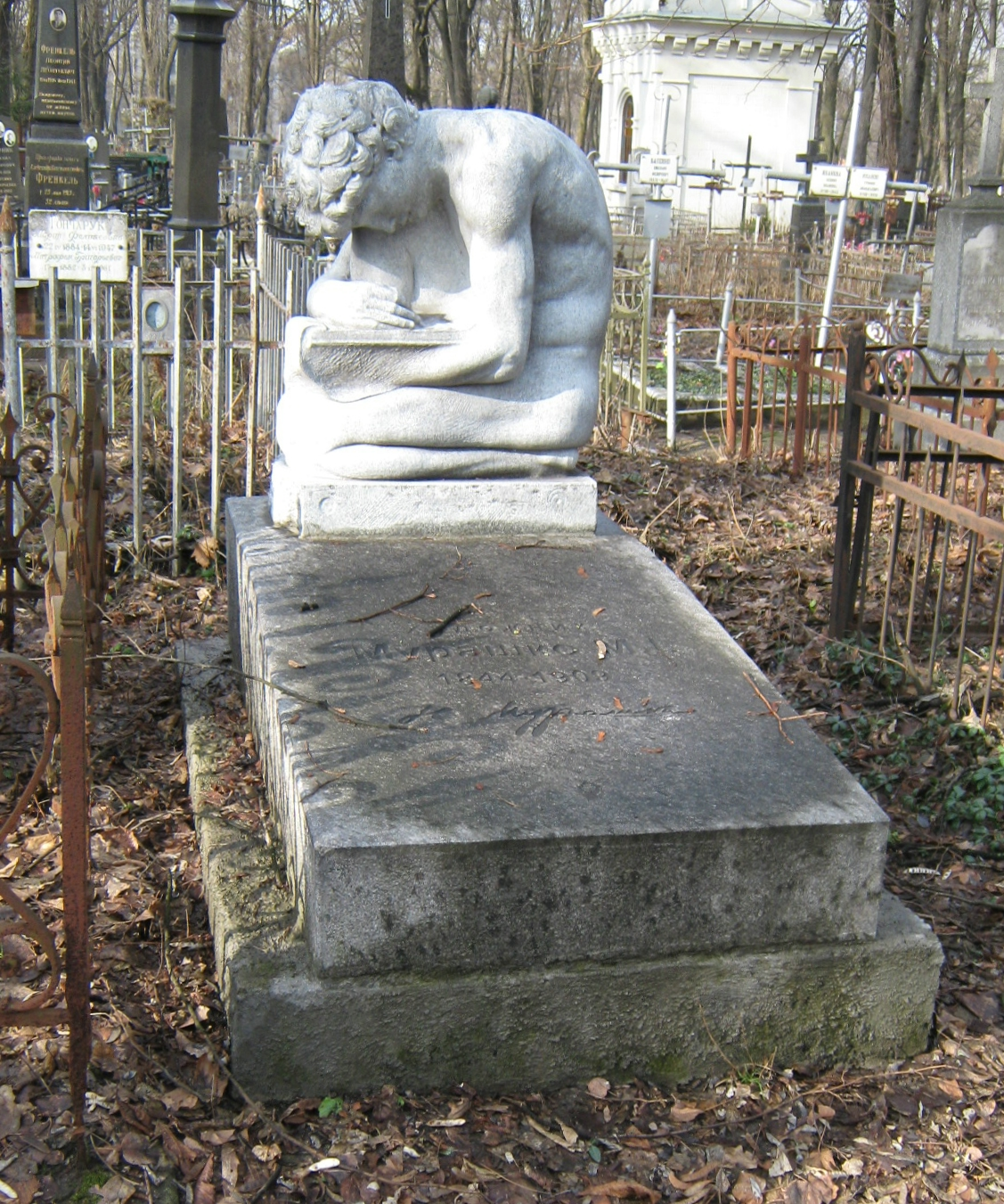
Могила Миколи Мурашка

Довести роботу до кінця завадила важка хвороба.
Помер 9 вересня (22 вересня) 1909 року на власному хуторі поблизу Бучі (у метричному запису причиною смерті вказано склероз, проте в некролозі зазначено, що помер від раку шлунку). Похований на Лук'янівському цвинтарі Києва (ділянка № 12).
Усе своє життя і творчу наснагу спрямував на виховання українських художників, прищеплюючи своїм вихованцям любов до мистецтва. Багато його учнів продовжили і розвинули в українському мистецтві традиції реалістичного живопису, закладені Київською рисувальною школою М. Мурашка.

## Пам'ять
У 1963 році в Києві на його честь названо вулицю.
Також вулиця Миколи Мурашка існує у Глухові.
Також у м. Суми існує провулок Миколи Мурашка.

## Галерея

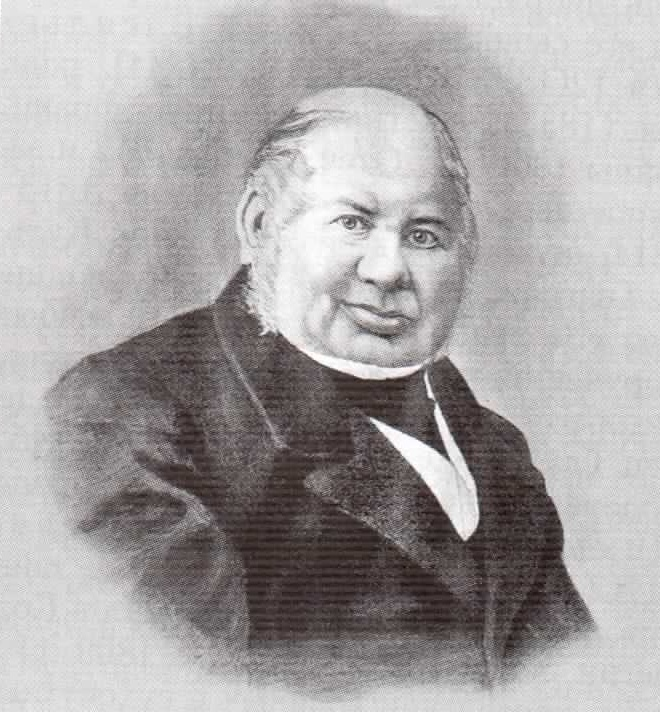
«Олександр Кочубей» (1788-1866) — сенатор, член Держради. Брат Василия, Дем'яна й Аркадія Кочубеїв. Олівцевий портрет
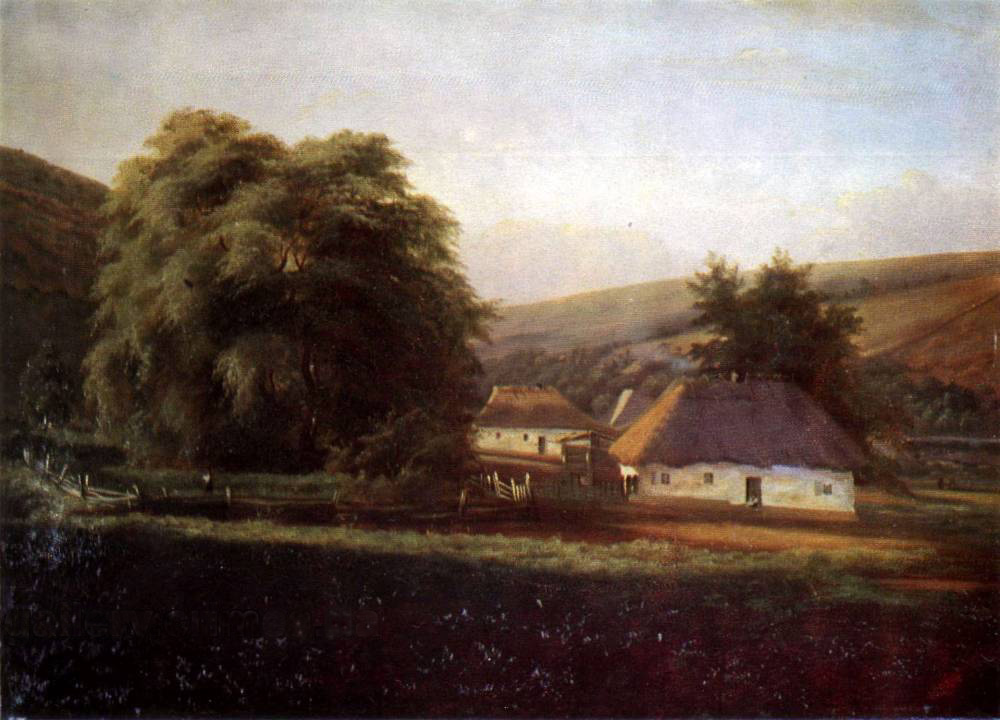
«Український краєвид», 1896
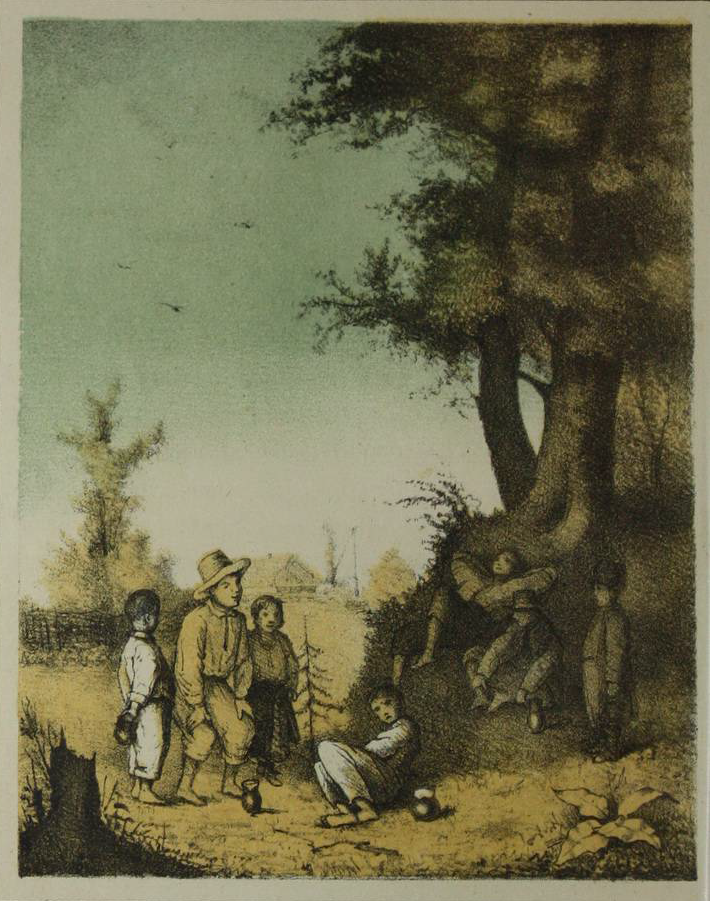
Ілюстрація з книги Казки Андерсена з короткою ёго життєписью (1873) — першого українського перекладу казок письменника
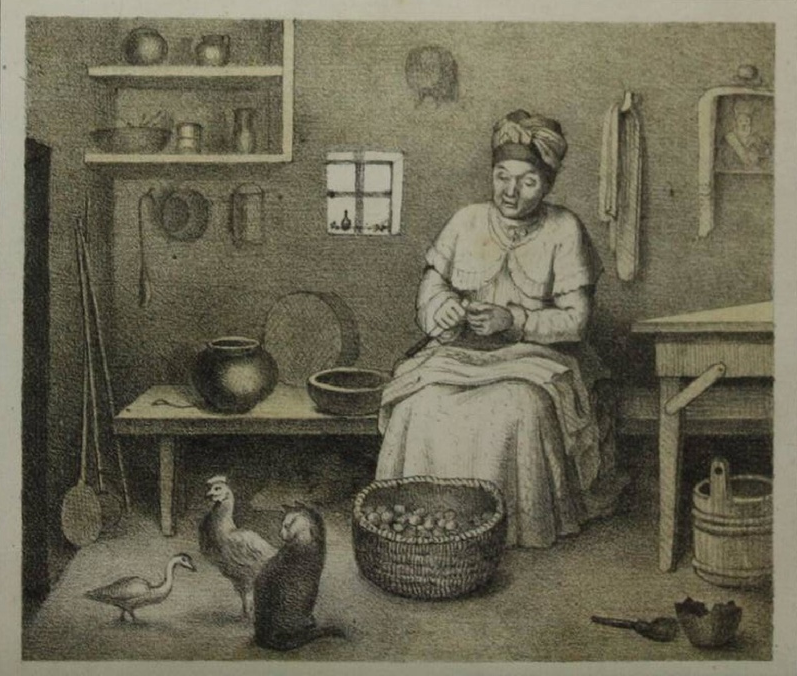
Ілюстрація з книги Казки Андерсена з короткою ёго життєписью (1873) — першого українського перекладу казок письменника
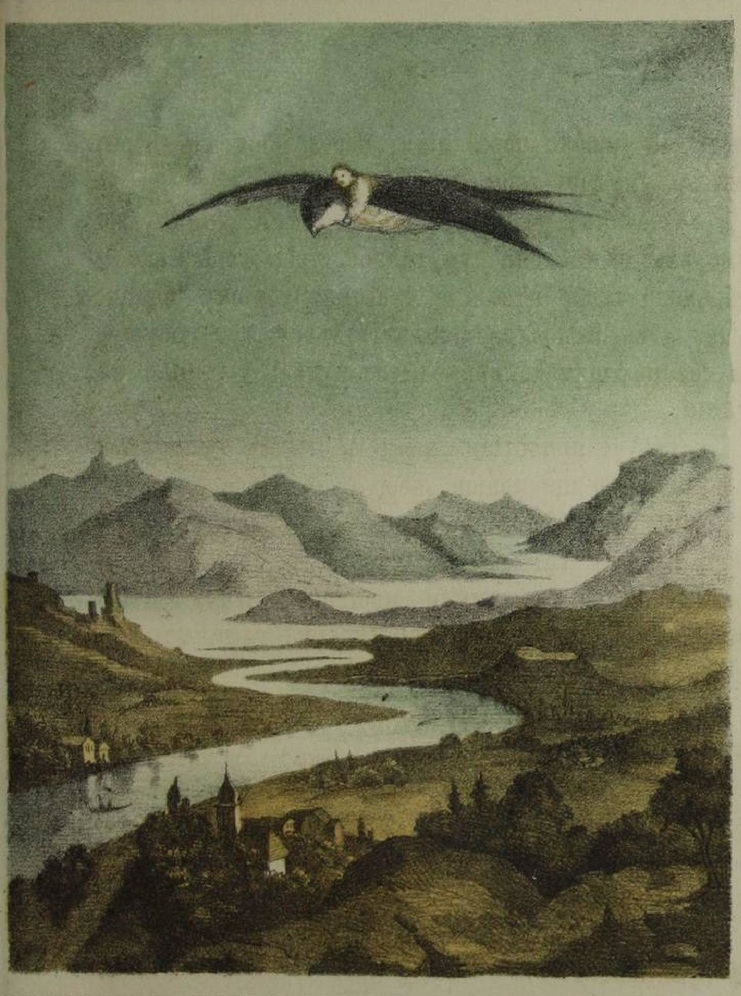
Ілюстрація з книги Казки Андерсена з короткою ёго життєписью (1873) — першого українського перекладу казок письменника
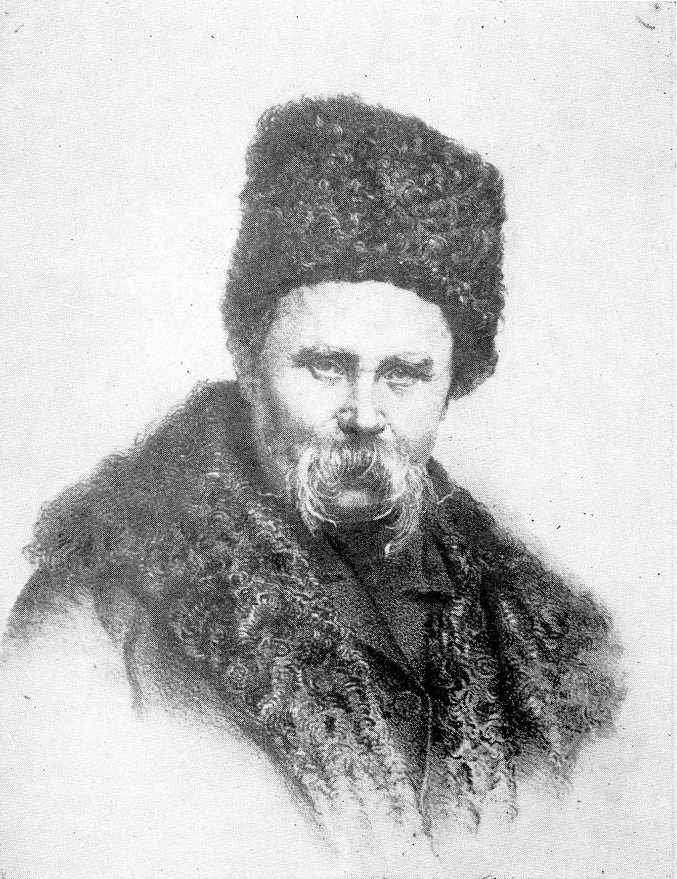
«Портрет Тараса Шевченка», 1859